# Édéa 1er
Édéa 1er est l'une deux communes de la communauté urbaine d'Édéa, département de la Sanaga-Maritime dans la région du Littoral au Cameroun. Elle a pour chef-lieu le quartier de Pongo.

## Géographie
La commune s'étend d'Édéa-Ville au sud-ouest en rive gauche de la Sanaga jusqu'au golfe du Biafra , elle est limitrophe de 4 communes de Sanaga-Maritime et d'une commune du département de l'Océan.
| Dizangué        | Édéa 2e   |       |
| Mouanko         | Édéa 1er  | Ngwei |
| Golfe du Biafra | Lokoundjé |       |

## Histoire
L'arrondissement et la commune d'Edéa 1er sont créés en avril 2007 par découpage des anciennes communes d'Edéa Urbain et Edéa Rural.

## Population
En 2022, la population communale est de 87 947 habitants dont 44 112 hommes pour un pourcentage de 50,16% et 43 835 femmes à 49,84% pour le groupement d'Édéa-Ville.

## Administration
| Période          | Période  | Identité                | Étiquette | Qualité    |
| ---------------- | -------- | ----------------------- | --------- | ---------- |
| 8 septembre 2007 | 2013     | Jacques Etamé           | RDPC      | enseignant |
| 2013             | 2020     | Jacques Eder Mbote Yété | UPC       |            |
| 2020             | En cours | Bernard Missinga        | RDPC      |            |

## Chefferies traditionnelles
L'arrondissement d'Edéa 1er compte une chefferie traditionnelle de 1er degré :
- Chefferie Edéa-Bakoko

Il compte un chefferie de 2e degré :
- 452 : Chefferie Yassoukou

## Quartiers et villages

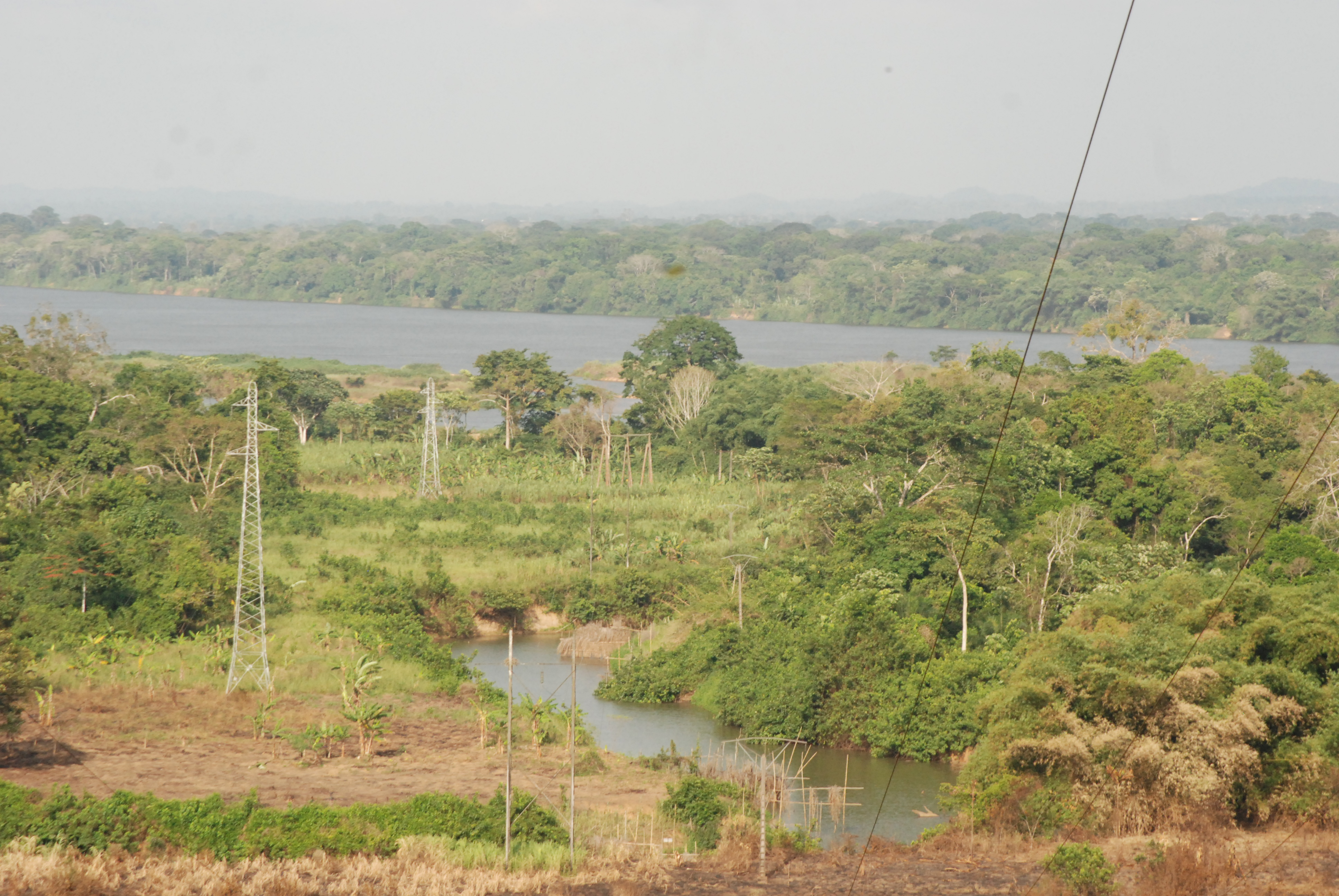
Les rives de la Sanaga

Le ressort territorial de l'arrondissement identique à celui de la commune s'étend sur les villages et quartiers suivants:
- Canton Adie : Appouh, Nkakanzock, Batombe, Ntoumba, Elogbele, Nzognkong, Koukoue, Okoth, Lom Edéa, Ile Eding, Mbengue, Tibda (Ossombah), Metounga, Elogbelle, Mboue, Mbanda Ecole, Météo, Mbanda SIC, Plateau administratif, Mbanda Centre, Centre commercial, Domaine Sanaga, Zanga, Bonaminengue, Ile Alucam Sonel (cité Fromager, Palmes, Domaine Centre AES/Sonel, Sanaga) Bisseke I, Gare, Bisseke II, St Palmier, Bisseke III, Mbondadinck, Amour I, Nkongmondo, Amour II, Béon, Amour III, Nlon à Mioh, Songmikougou, Lom Edéa, Haoussa, Pongo Song Tjeka, Pongo centre, Pongo Sonel, Pongo cimetière.
- Canton Yassoukou : Abee, Ndogtima Nyong, Ekoth, Ndokohi, Elogkam, Ongande, Dehane, Ongue, Mpmombo, Yambong, Ndogbiang, Yawamda, Ndogtima Crique

## Éducation
L'enseignement secondaire public est assuré par huit établissements :
- le collège d'enseignement secondaire de Bisseke-Mbanda
- le collège d'enseignement secondaire de Yassoukou
- CETIC de Song Mongue Yassoukou
- le lycée bilingue d'Edéa
- le lycée bilingue d'Edéa I
- le lycée classique d'Edéa
- le lycée d'enseignement technique d'Édéa
- le lycée bilingue de la Ferme Suisse

## Voies de communication et transports

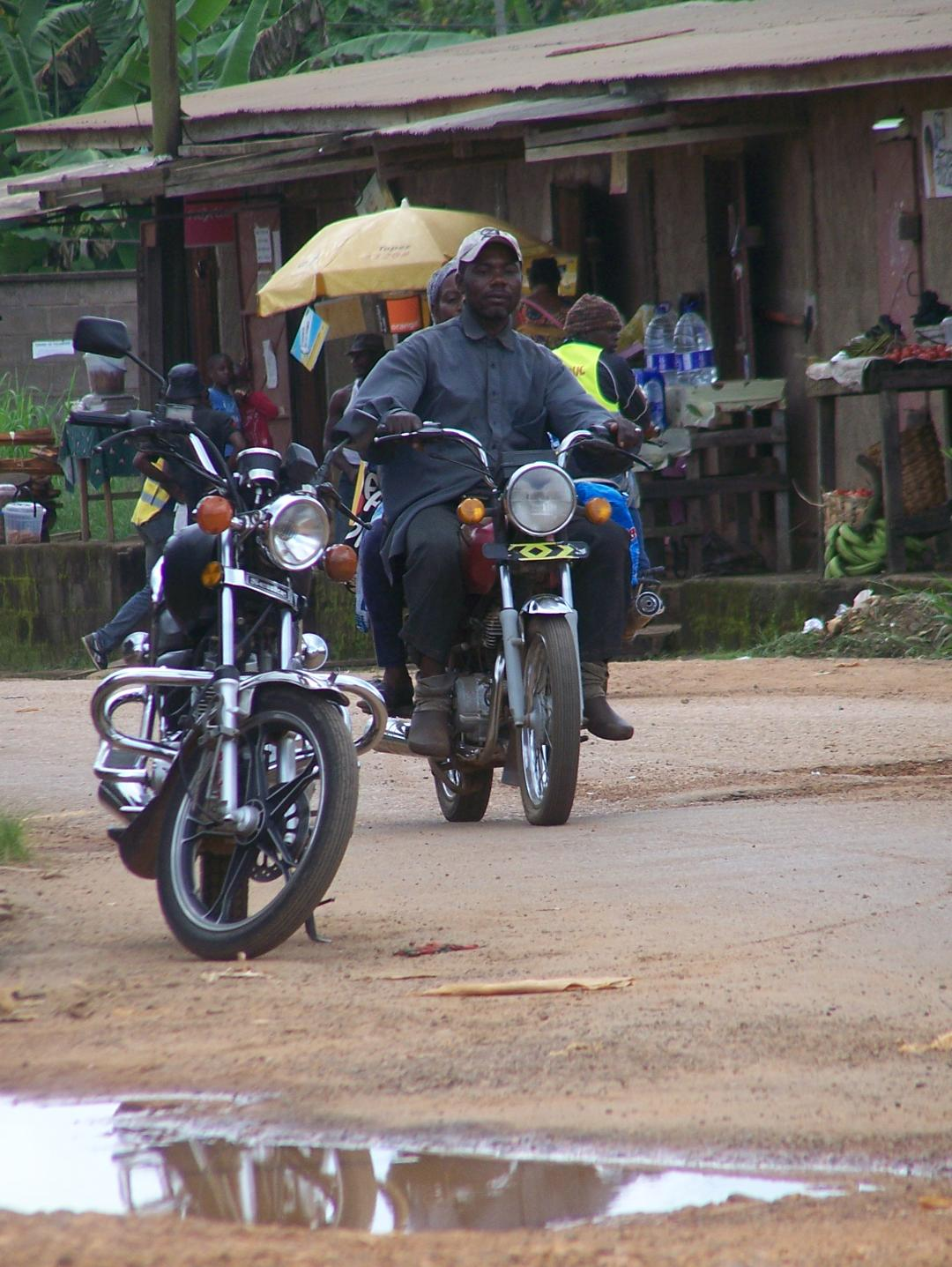
Moto taxi d'Edéa

La commune est desservie par deux grands axes routiers nationaux : la route nationale 3 (axe Douala-Yaoundé), route nationale 7 (axe Édéa-Kribi).
La commune dispose de la gare d'Edéa Voyageurs sur la ligne du Transcamerounais.

## Environnement
La réserve de faune de Douala-Édéa couvre le sud-ouest du territoire communal jusqu'au rivage du golfe de Guinée.